# Угур, Дениз
Дени́з Угу́р (тур. Deniz Uğur; род. 17 октября 1973, Анкара) — турецкая актриса

 театра, кино, телевидения и озвучивания, сценаристка, писательница, автор песен и колумнист.

## Ранние годы
Родилась 17 октября 1973 года в Анкаре (Турция), став единственным ребёнком в семье оперного певца Мете Угура и балерины Суны Угур. Её прадед был камергером султана Абдулхамида II Ихсан-бея, а дедушка Надир Байер воспитывался под покровительством Наиме-султан, дочери султана Абдулхамида II, в Османском дворце. Она также связана родством с Кериман Халис Эдже и Дэвидом Беннетом.

## Образование и карьера
В 1995 году окончила балетный факультет Стамбульского университета. Незадолго до окончания университета сыграла главную роль в спектакле «Невидимые друзья» в театре Кентер. Она привлекла внимание общественности главной ролью в комедии «Четин Джевиз». В 1997 году была удостоена премии Анкарского кинофестиваля в категории «Многообещающая актриса» за роль в фильме «Анатомия человека».
После долгого перерыва в актёрской карьере, Угур стала номинанткой на премию Afife за роль в мюзикле «Сердитый», хотя и не имела в нём музыкальной партии.
Всего на счету Угур более тридцати ролей в фильмах, телесериалах и театральных постановках. Она также занимается озвучиванием. С 2019 по 2020 год играла одну из главных ролей Сехер Йылмаз в телесериале «Жестокий Стамбул», за которую была номинирована на премию Международного Измирского кинофестиваля в категории «Лучшая актриса в сериале».
Угур также является колумнистом, сценаристом, автор песен и романов.

## Личная жизнь
С 1992 по 1995 год была замужем за журналистом Ширзатом Билалларом. В 1996 году вышла замуж за актёра Исмаиля Хакки Суната; в 1998 году у них родился сын — Энгин Дениз Сунат. 14 июля 2004 года 37-летний Сунат был застрелен во время ссоры с соседом. С 2008 по 2010 год состояла в отношениях с телеведущим Рехой Мухтаром; в 2009 году у них родились близнецы — дочь Мина Дениз Мухтар и сын Пойраз Дениз Мухтар. С июня 2021 года замужем за актёром Эрдинчем Гюленером.

## Фильмография
| Год       |    | Русское название                  | Оригинальное название         | Роль                 |
| --------- | -- | --------------------------------- | ----------------------------- | -------------------- |
| 1993      | с  | Дача                              | Yaz Evi                       |                      |
| 1996      | ф  | Анатомия человека                 | Bir Erkeğin Anatomisi         | Саиме                |
| 1998      | с  | Смеющиеся очарование              | Güldüren Cazibe               |                      |
| 1999      | мс | Стол волков                       | Kurtlar Sofrası               | Умит                 |
| 2000      | тф | Мерт Али 1                        | Mert Ali 1                    | Айла                 |
| 2000      | с  | Мир лжи                           | Yalan Dünya                   |                      |
| 2001      | тф | Мерт Али 2                        | Mert Ali 2                    | Айла                 |
| 2001      | ф  | Пожелайте мне удачи               | Bana Şans Dile                | Юрданур              |
| 2001—2002 | мс | Ты выйдешь за меня?               | Benimle Evlenir Misin?        | Эсра                 |
| 2004      | с  | Зюмрют                            | Zümrüt                        | Мелек Карахан        |
| 2004—2006 | с  | Время дождя                       | Yağmur Zamanı                 | Аслы                 |
| 2006      | с  | Пожертвую жизнью ради тебя        | Hayatım Sana Feda             | Зейнеп               |
| 2006      | мс | Фальшивая принцесса               | Sahte Prenses                 | Джейлан              |
| 2007      | с  | Я стану отцом                     | Baba Oluyorum                 | Джанан               |
| 2007      | с  | Отложенные жизни                  | Ertelenmiş Hayatlar           | Гюльфидан            |
| 2008      | с  | Разрушенная любовь                | Paramparça Aşklar             |                      |
| 2011—2012 | с  | Назвала я её Фериха               | Adini Feriha Koydum           | Санем Илханлы        |
| 2012      | ф  | Пусть это будет в последний раз   | Bu Son Olsun                  | медсестра Нимет      |
| 2013—2014 | с  | Отчаянные домохозяйки             | Umutsuz Ev Kadınları          | Гюльшах Ташделен     |
| 2014      | ф  | Упырь                             | Gulyabani                     | Гюнеш                |
| 2015      | с  | Чёрный ящик                       | Kara Kutu                     | Джанан               |
| 2015      | с  | Время любви                       | Aşk Zamanı                    | Рейхан               |
| 2015      | ф  | Деталь                            | Detay                         | Дуйгу                |
| 2016      | ф  | Всё меняется за 5 минут           | 5 Dakkada Değişir Bütün İşler | объявление полиции   |
| 2017      | ф  | Глаза змеи 2                      | Hep Yek 2                     | Аслы                 |
| 2017      | с  | Одна сумасшедшая любовь           | Bir Deli Sevda                | Алев Гёкдениз        |
| 2017—2018 | с  | Обиженные цветы                   | Kırgın Çiçekler               | Маджиде Локумджузаде |
| 2018      | с  | Виновен в человечности            | İnsanlık Suçu                 | Эмель Гёкдемир       |
| 2019—2020 | с  | Жестокий Стамбул                  | Zalim İstanbul                | Сехер Йылмаз         |
| 2021      | с  | Красная комната                   | Kırmızı Oda                   | Азра Мертоглу        |
| 2021—2022 | мс | Отряд 2039                        | Börü 2039                     | Альмыла Эрк          |
| 2022      | с  | Сказка феи                        | Bir Peri Masalı               | Фиген Киледжи        |
| 2023      | ф  | Железная женщина: Неслиджан       | Demir Kadın: Neslican         | Фатма Тай            |
| 2023      | ф  | Добро пожаловать на наши похороны | Cenazemize Hoş Geldiniz       | Невин                |